# Packard Twelve
Pour les articles homonymes, voir Packard et Twelve.
La Packard Twelve (Packard 12 cylindres, en anglais) est une voiture de luxe à moteur V12, du constructeur automobile américain Packard (en activité de 1899 à 1958), fabriquée à 5804 exemplaires entre 1932 et 1939. Elle succède aux précédentes Packard Twin Six (1916 à 1923) premières voitures de série à moteur V12 de l'histoire de l'automobile.

## Historique
Dans les années 1920 et années 1930 (les Roaring Twenties, et Années folles en France) Packard fait partie, avec Cadillac (de General Motors), Duesenberg, Pierce-Arrow, Cord Automobile, Graham-Paige, et Lincoln-Zephyr..., des constructeurs américains, qui commercialisent les automobiles les plus luxueuses et les plus chères du monde. 

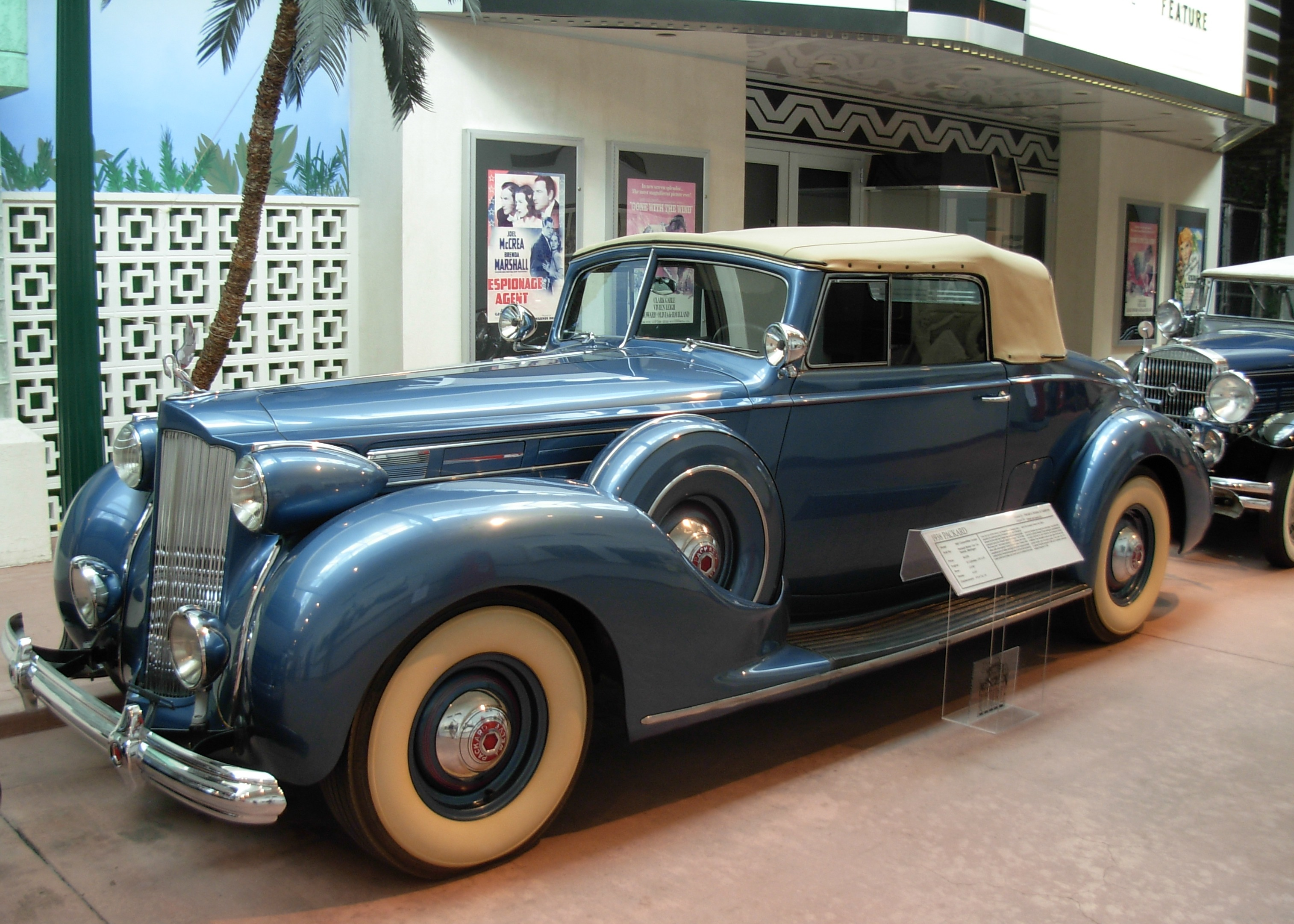
Coupé cabriolet (1938)
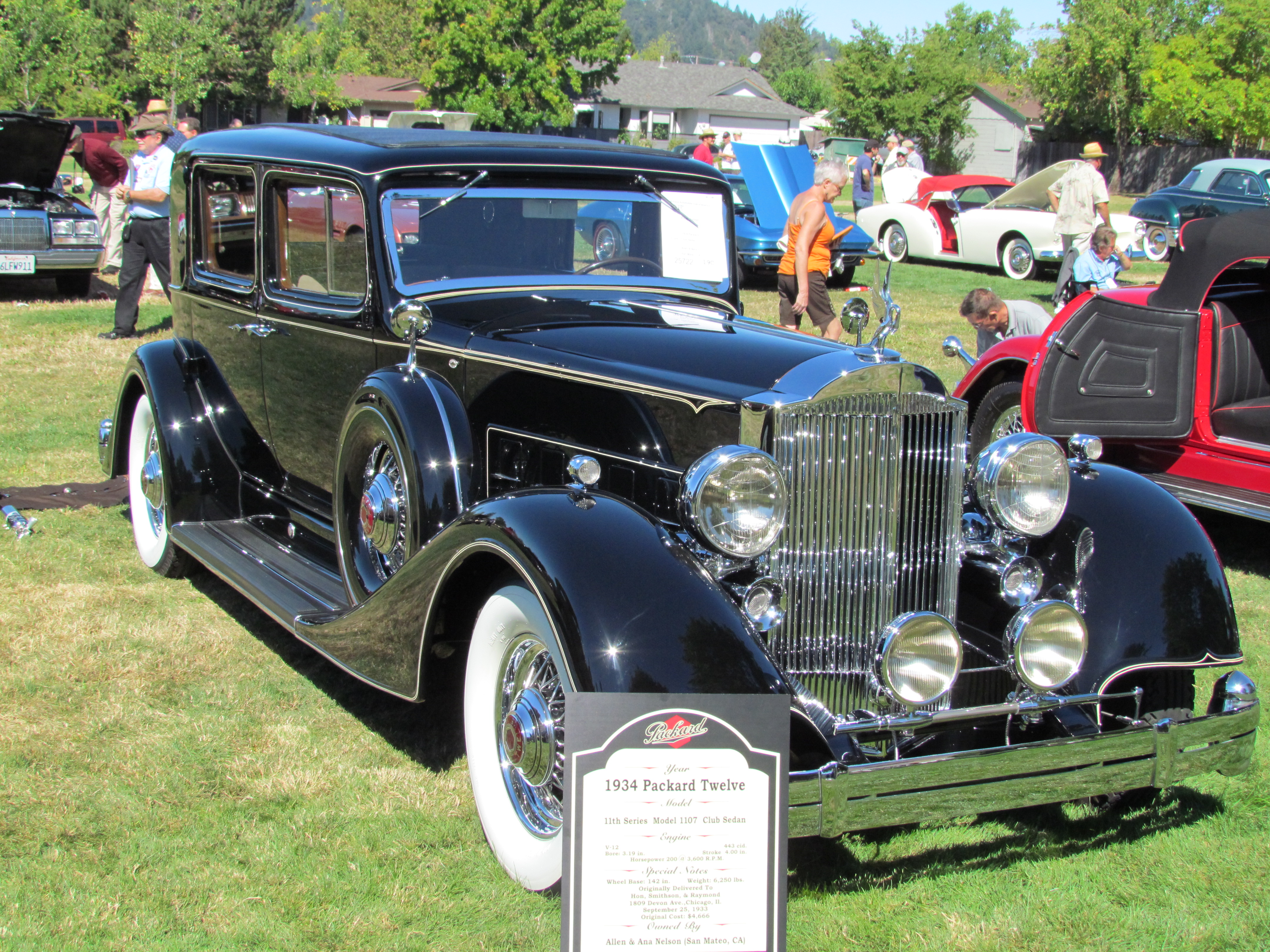
Sedan 1107 (1934)
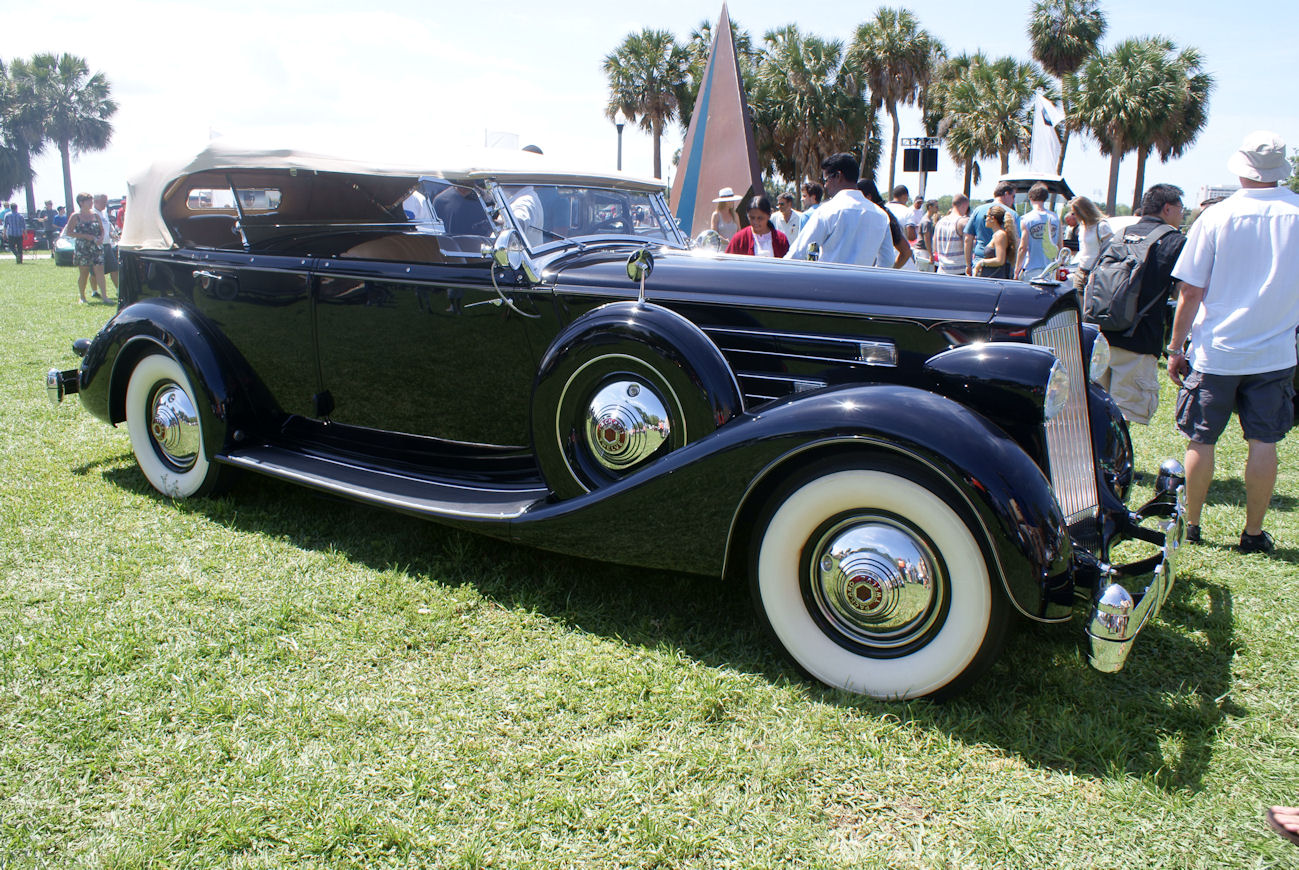
Phaeton cabriolet (1937)

À partir de 1929, Packard ne construit plus que des 8 cylindres (avec ses Packard Eight de 1924, et Packard Super Eight de 1933) avant d'ajouter en 1932 à son catalogue, sa gamme Packard Twelve à moteur V12 (conçue par le vice-président ingénieur en chef motoriste Packard Jesse G. Vincent (en), légendaire concepteur des moteurs d'avions américains Liberty L-12 de la Première Guerre mondiale).

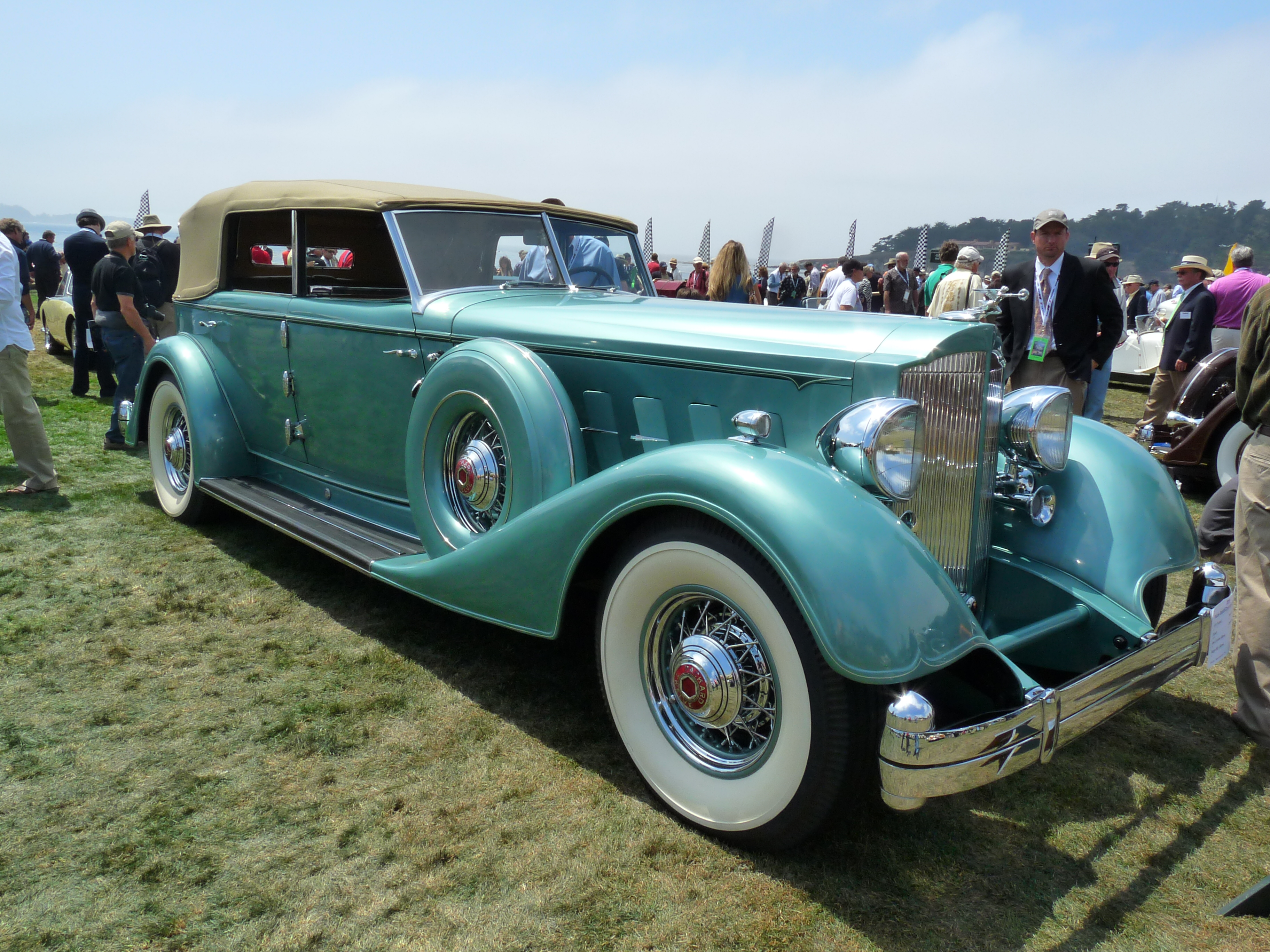
Sedan Convertible (1937)
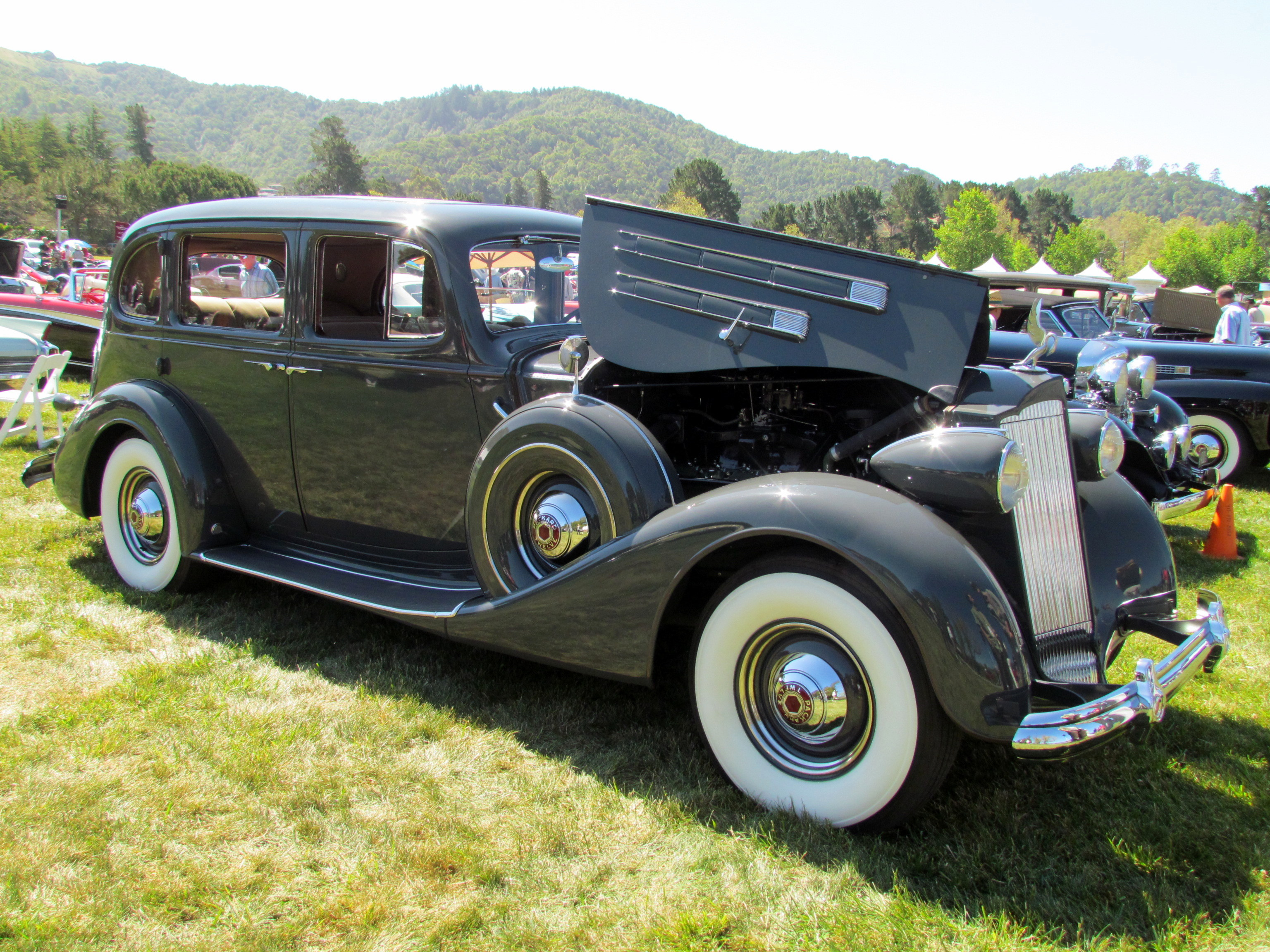
Berline Sedan (1937)
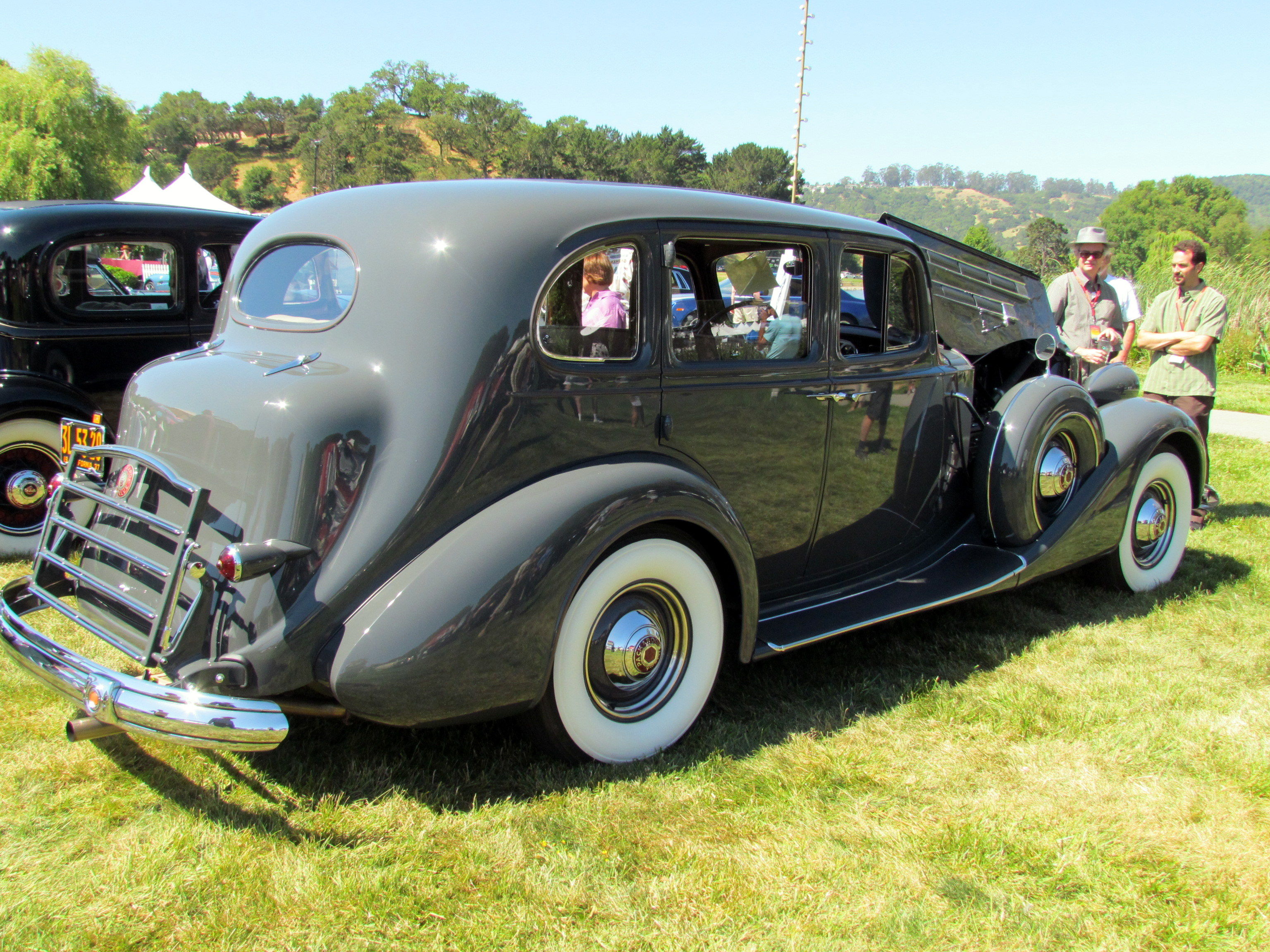
Berline Sedan (1937)

La Packard Twelve est présentée au salon de l'automobile de New York 1932 sous le nom de « Twin Six » (en souvenir des premières Packard Twin Six V12 vendues à plus de 35000 exemplaires entre 1915 et 1923). Rebaptisée « Packard Twelve » l'année suivante, elle est motorisée par un moteur V12 silencieux de 7,3 L pour 160 ch (poussé à 7,7 L pour 175 ch en 1935) pour une consommation moyenne de 25 à 30 L/100 km, et une vitesse maxi d'environ 140 à 165 km/h, avec carburateur double corps Stromberg, boite de vitesse synchronisée à trois rapports, servo-freins mécaniques aux quatre roues (puis hydrauliques en 1937), et amortisseurs réglables sur trois positions depuis le tableau de bord...

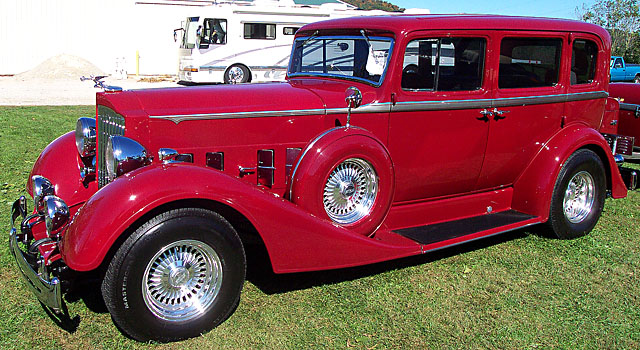
Limousine (1934)
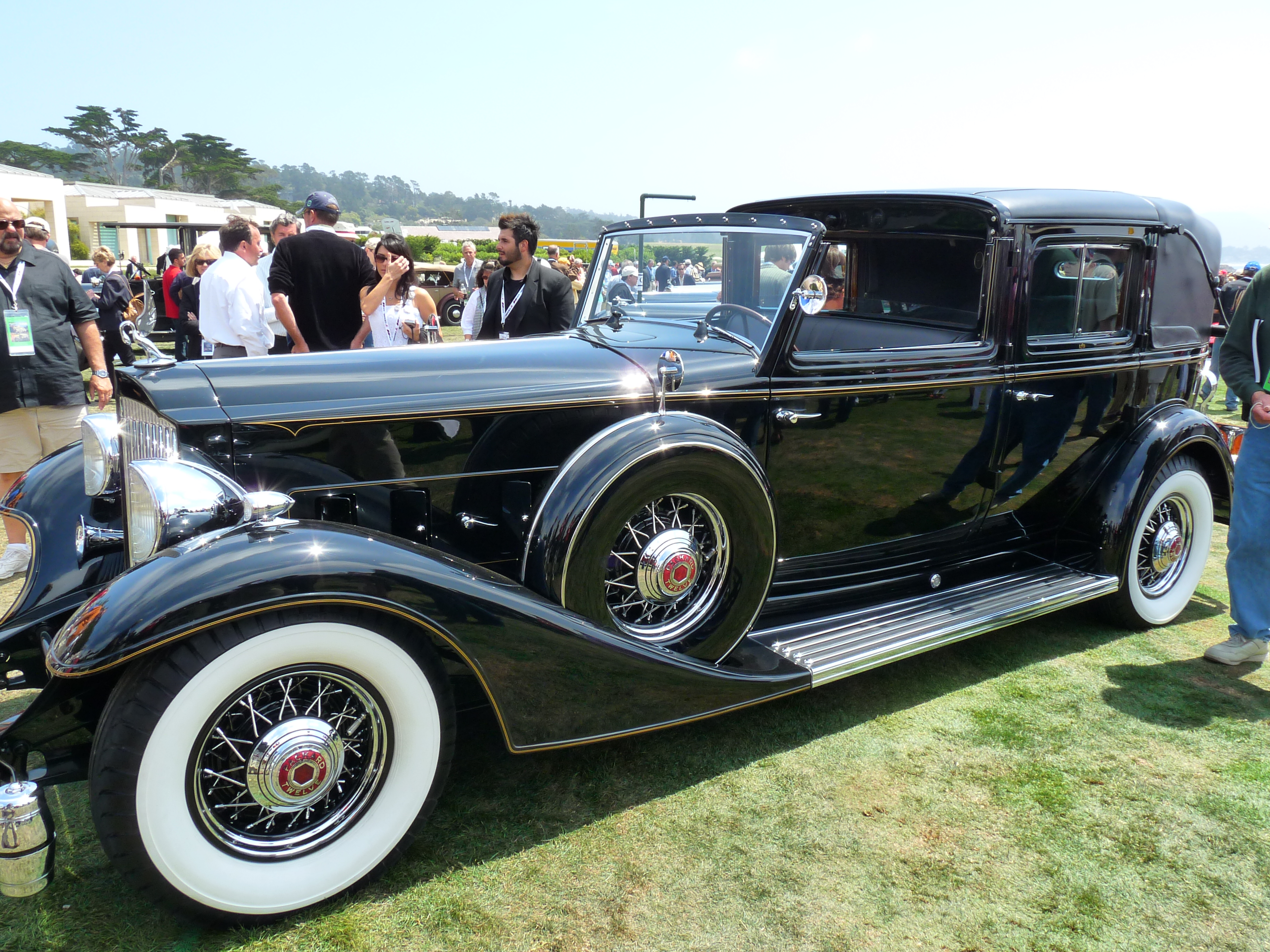
Coupé de ville Le Baron Landaulet 1006 (1933)
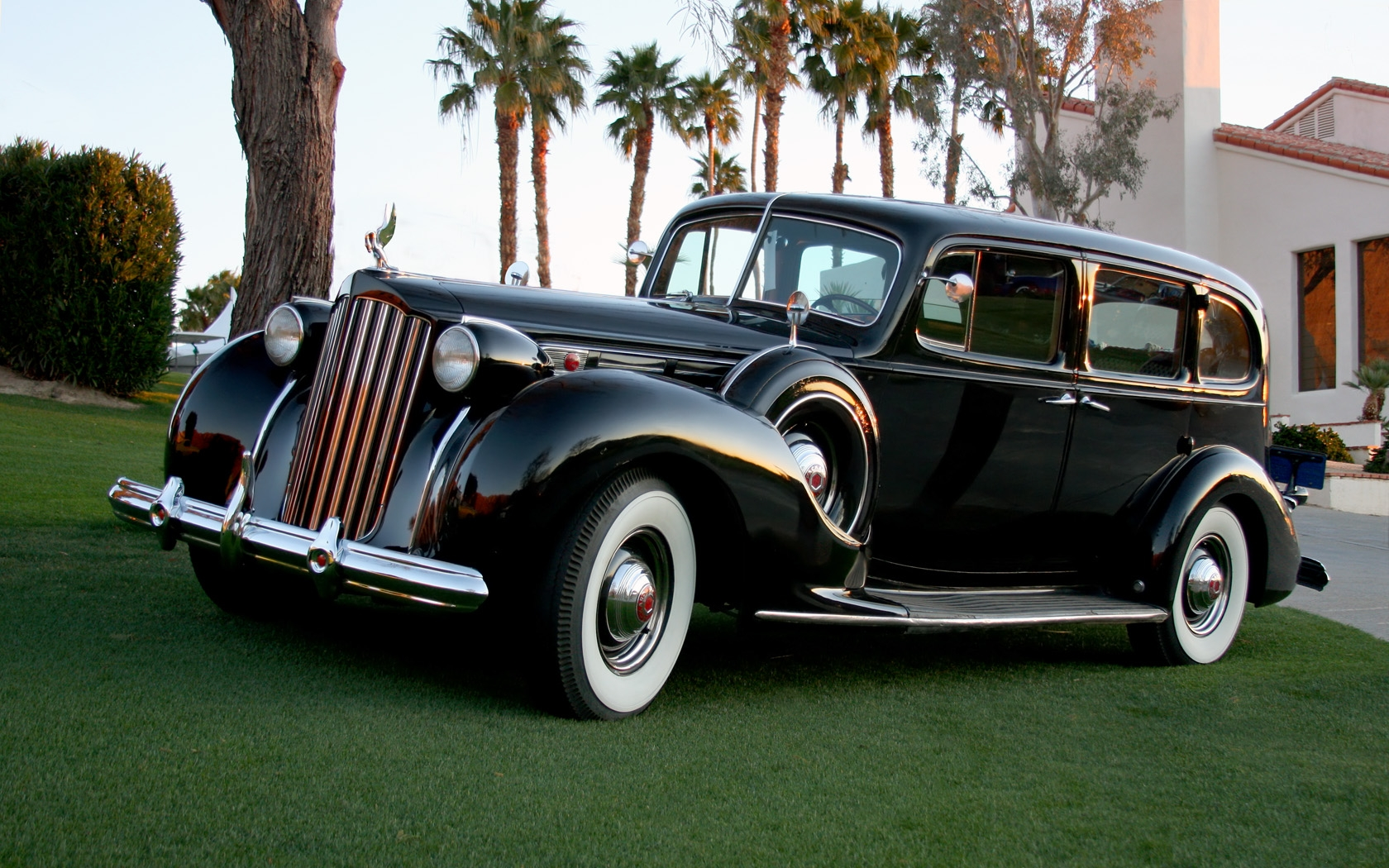
Limousine (1939)
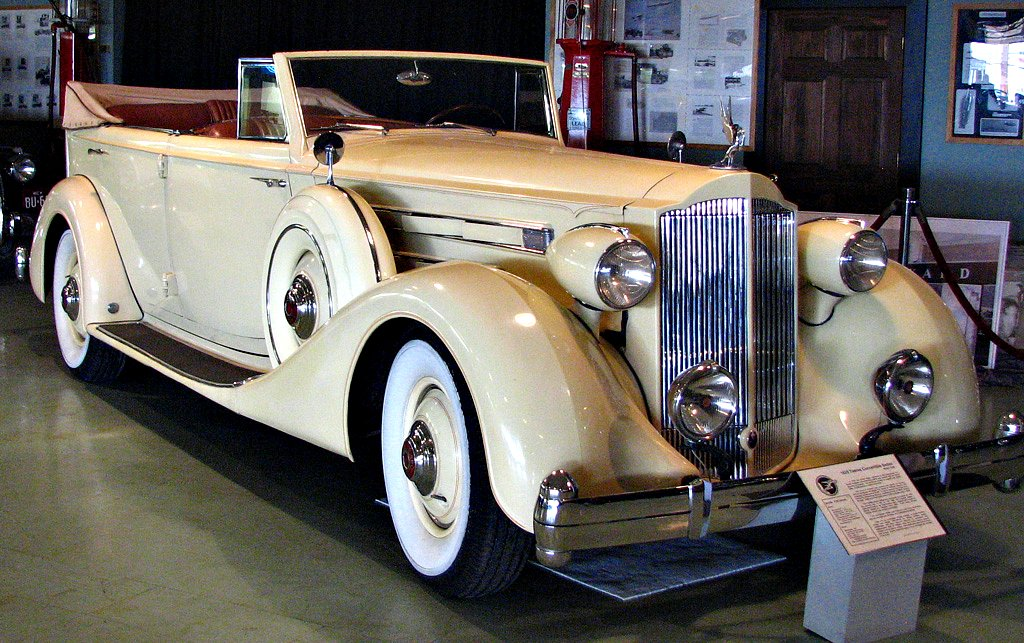
Touring Sedan cabriolet (1933)

Concurrente aux États-Unis des Duesenberg J, Cadillac V-16, Lincoln K series (en), Pierce Silver Arrow (en)..., les carrosseries avec calandres et bouchon de radiateur « Packard Swan » en chrome, sont déclinées en berline, Sedan, touring, coupé, cabriolet, runabout speedster, cabriolet Victoria, coupé de ville, limousine... créées en option par des carrossiers indépendants tels que LeBaron, Bohman & Schwartz (en), ou Dietrich...

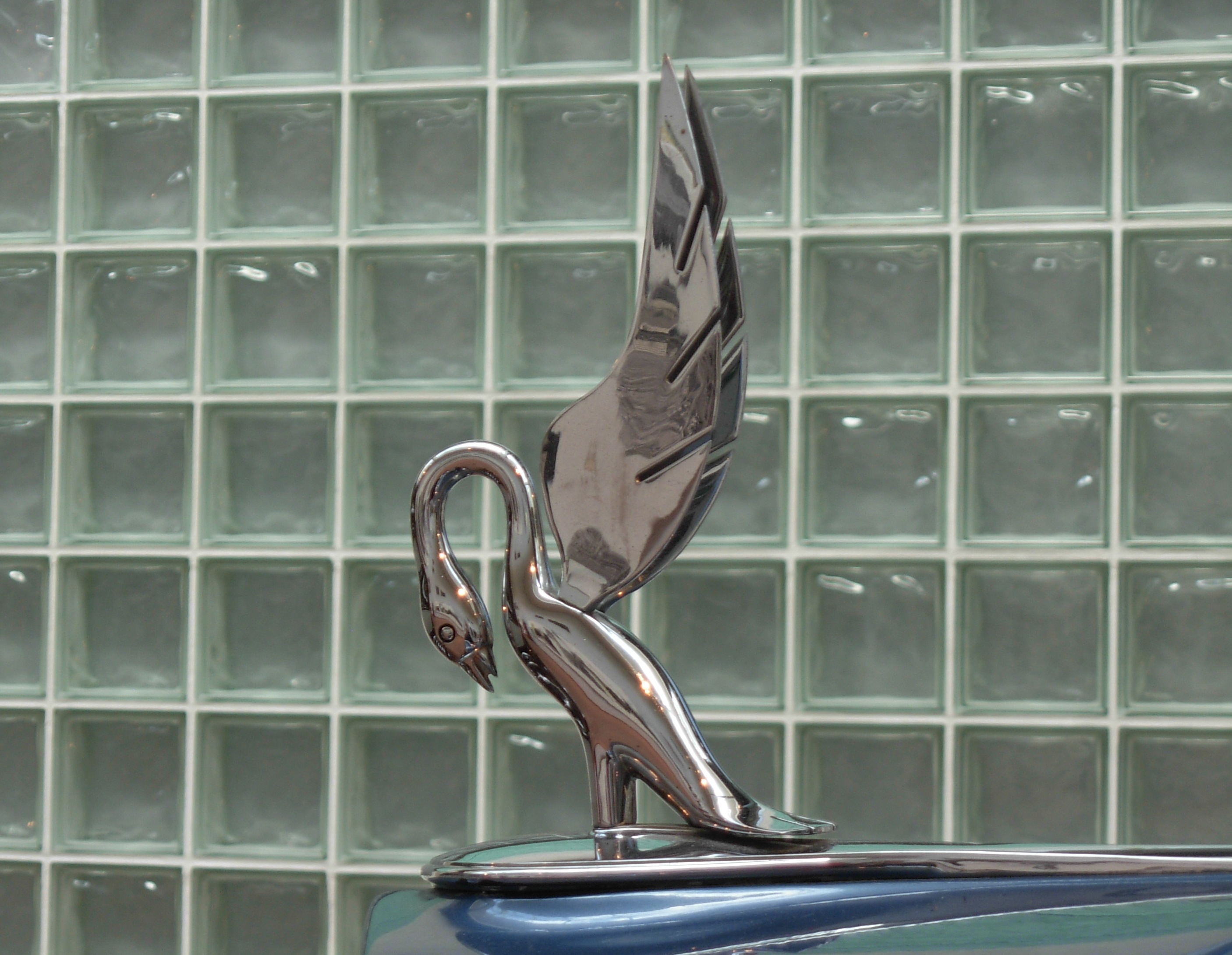
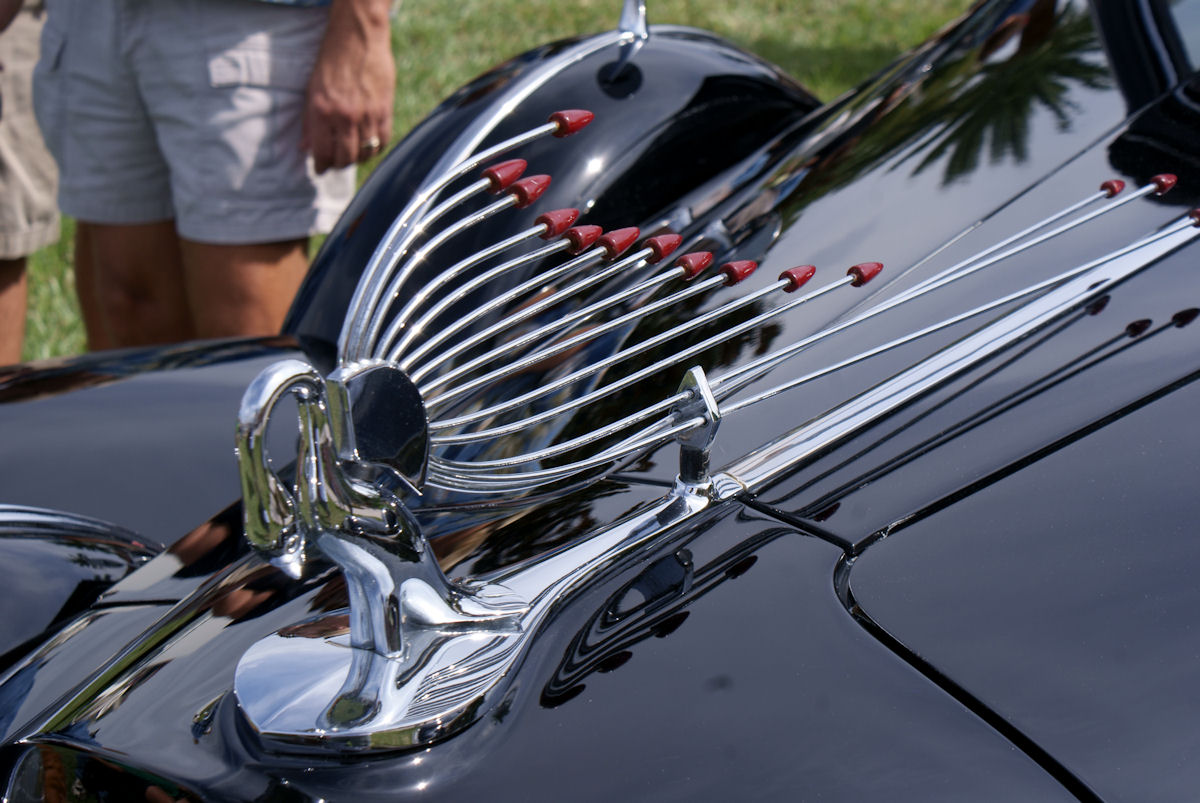
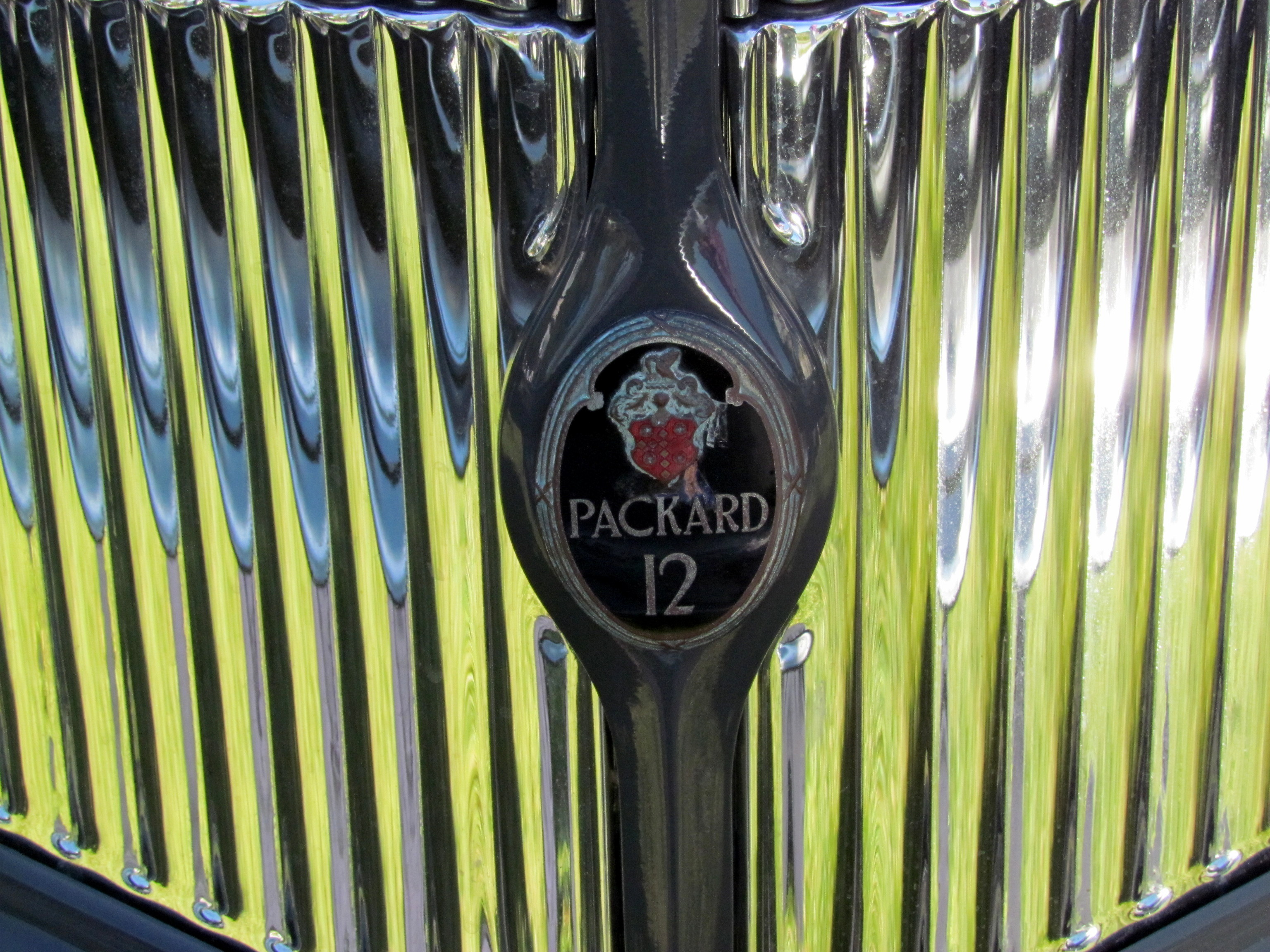
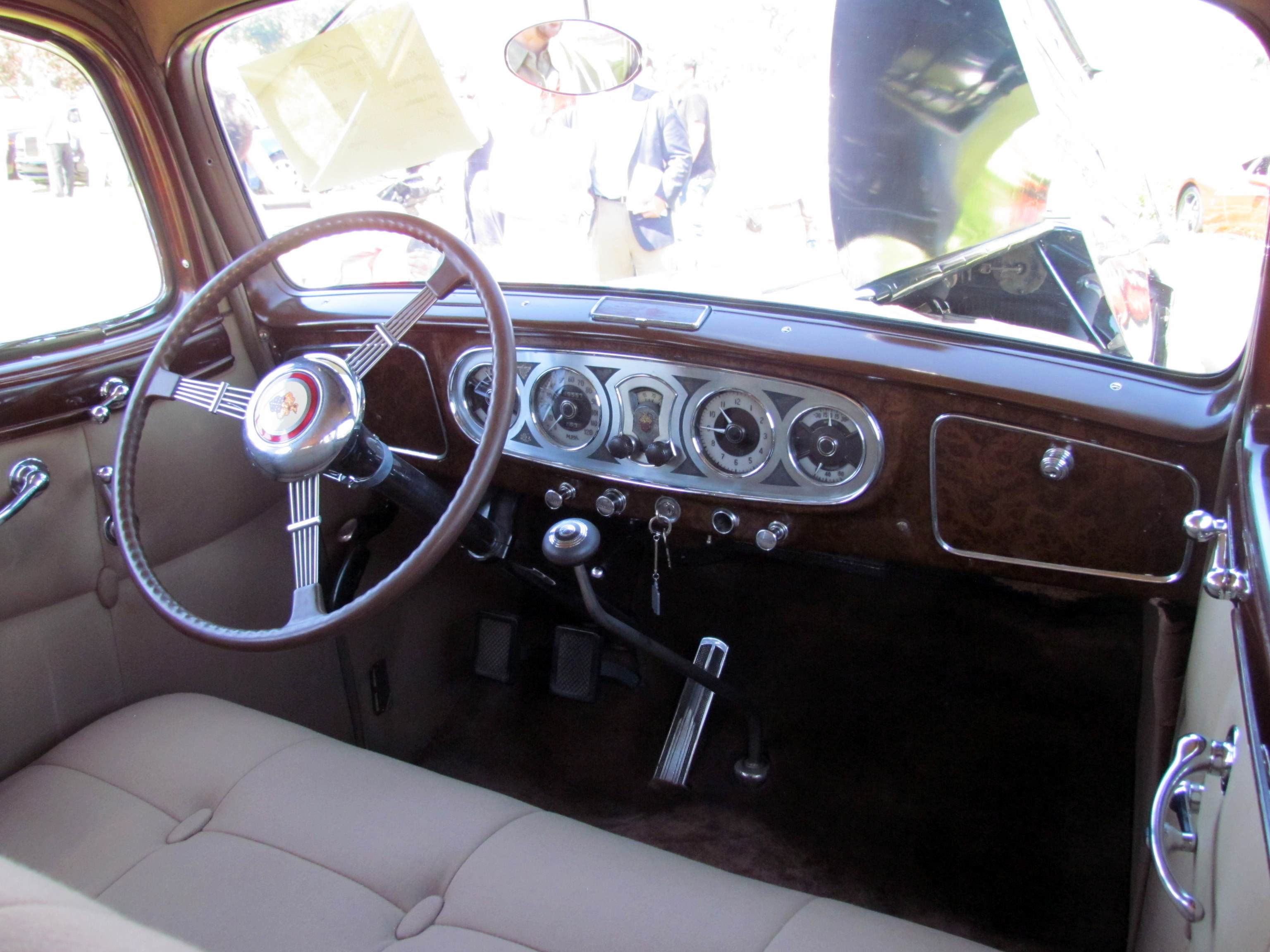
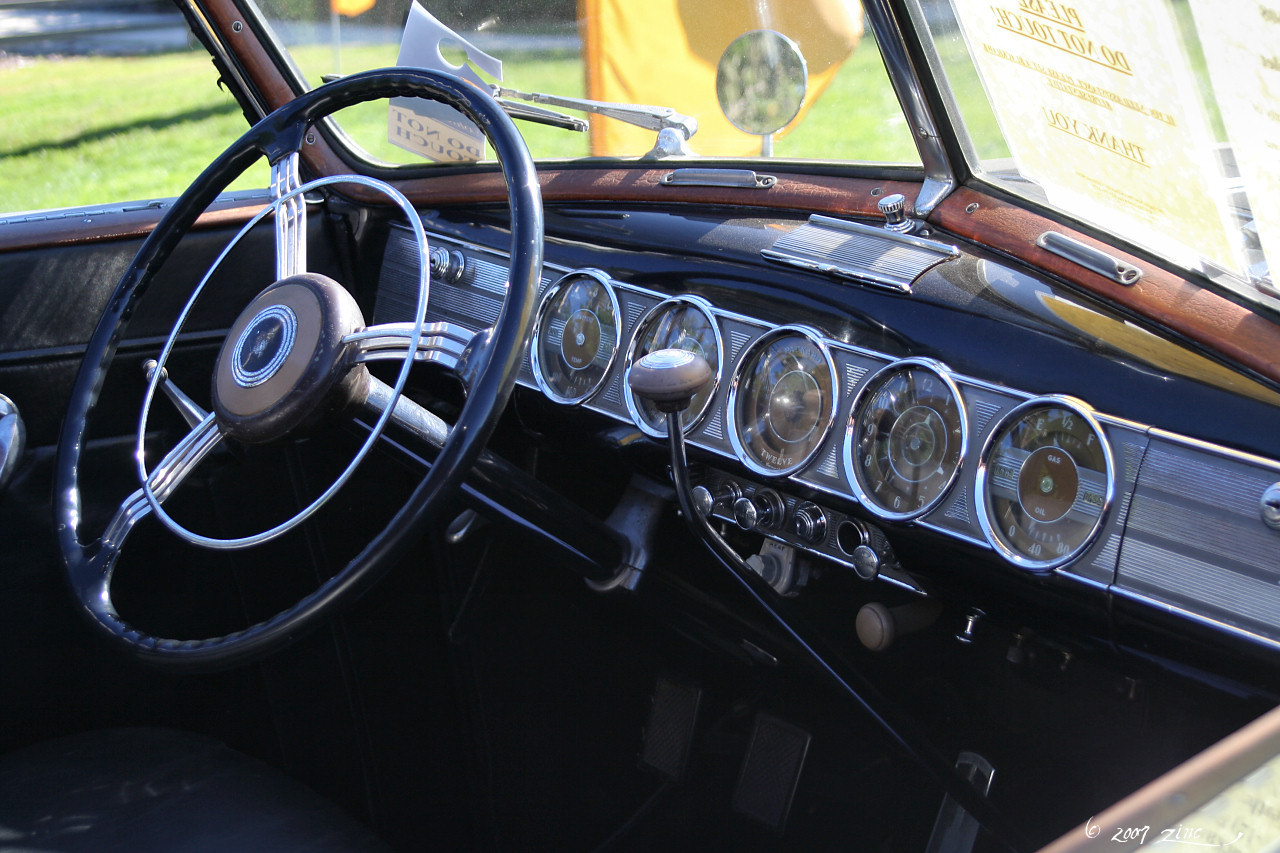

## Packard Twelve présidentielle
En 1939 Packard crée une version voiture présidentielle Twelve pour le président des États-Unis Franklin Roosevelt.

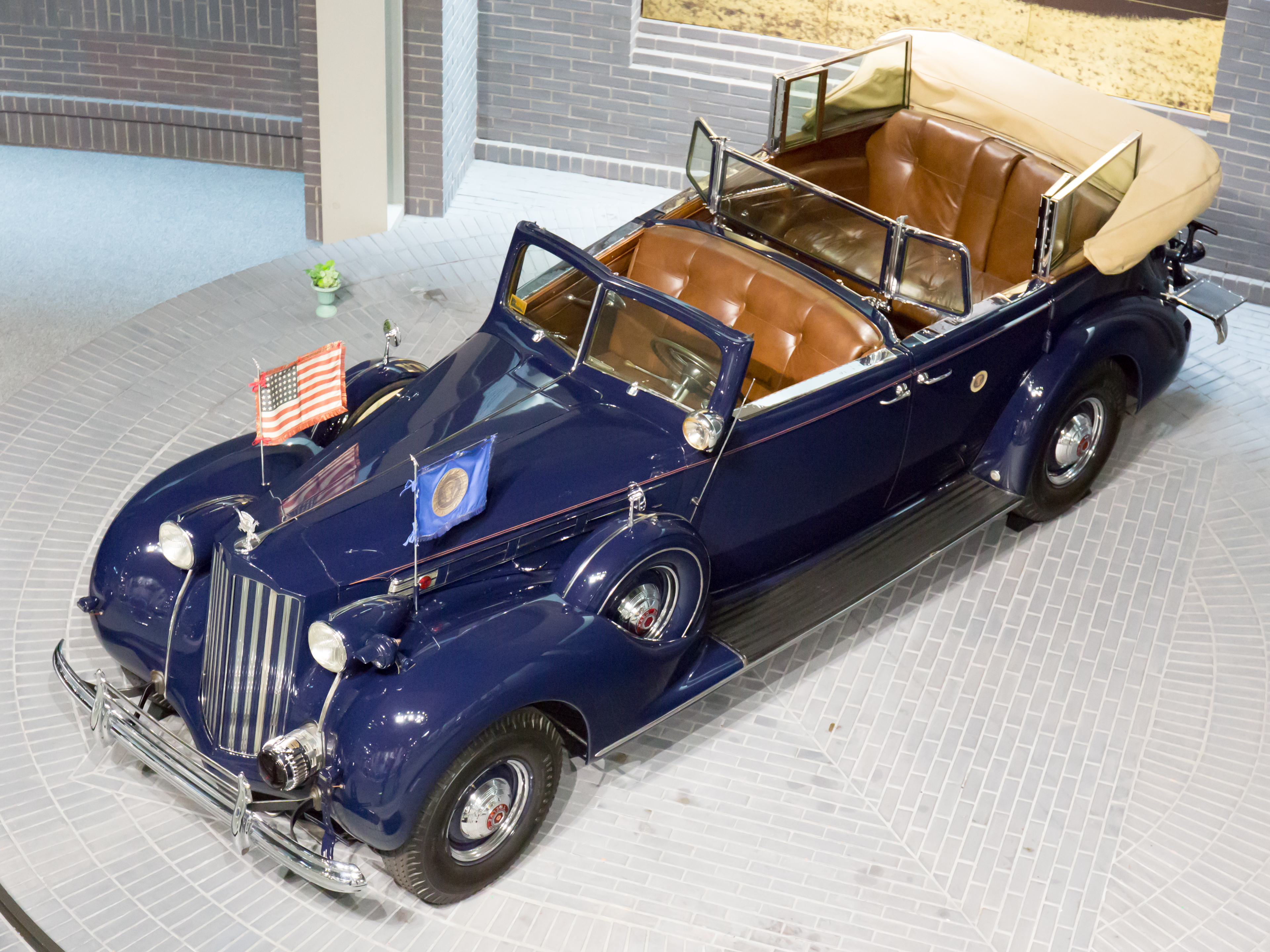
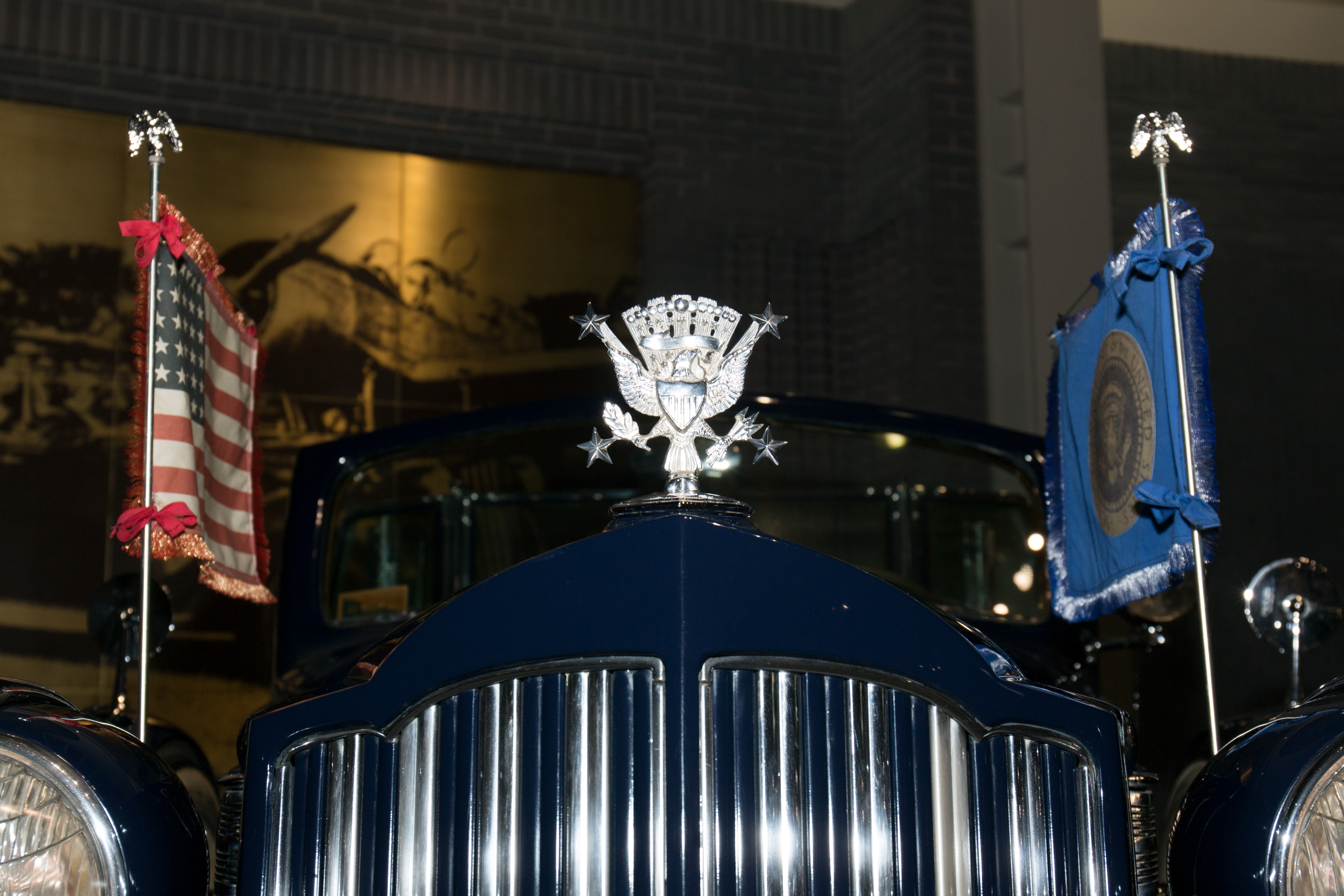
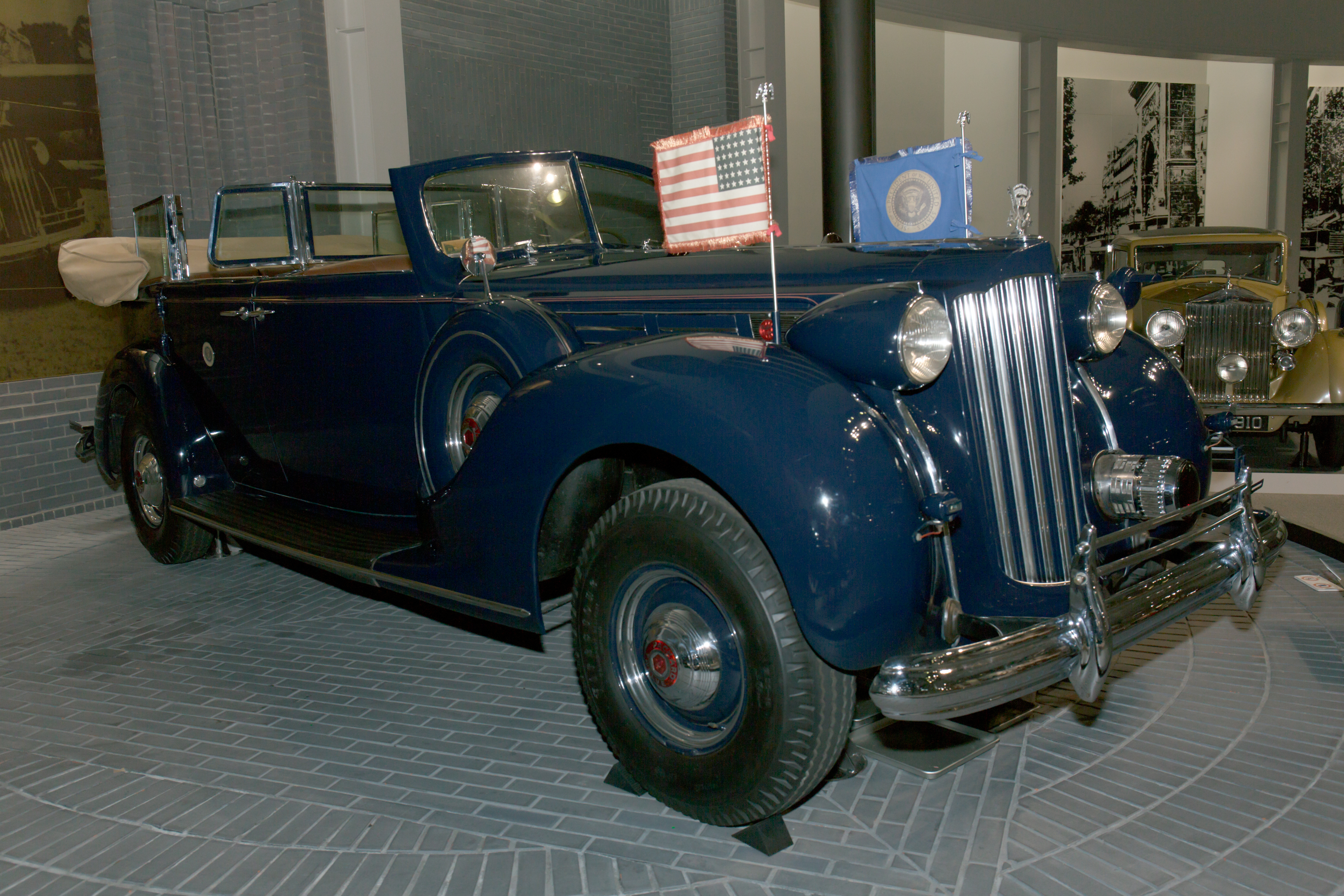
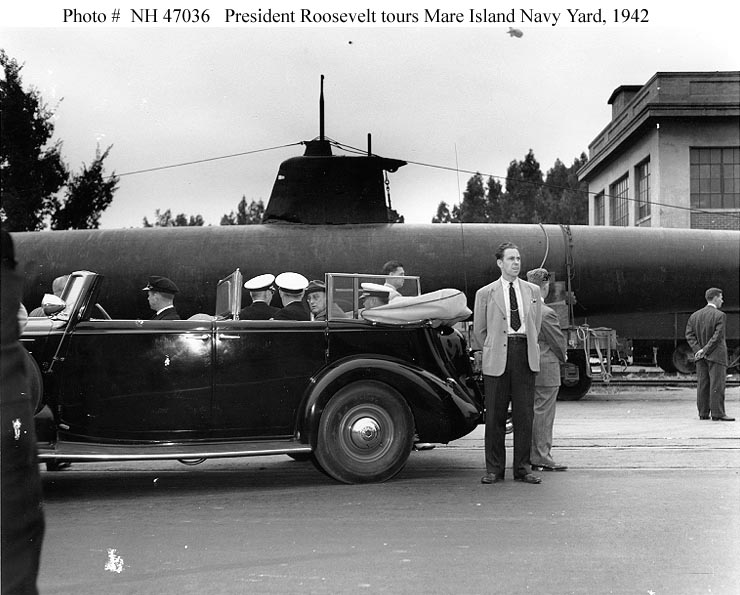

La déclaration de la Seconde Guerre mondiale de 1939, sonne la fin de la gamme V12 de la marque, qui se consacre à nouveau aux moteurs 8 cylindres moins chers, et plus rentables à fabriquer. 